# Kontiguitätstheorie
Die Kontiguitätstheorie ist eine behavioristische Lerntheorie. Sie wurde von Edwin Guthrie entwickelt und 1935 in seinem Buch The Psychology of Learning (Die Psychologie des Lernens) veröffentlicht.
Guthrie geht davon aus, dass ein Verhalten (eine Bewegung), das im Zusammenhang mit einer Kombination von Reizen stand, dann wiederholt wird, wenn diese Reize erneut auftreten. Das Verhalten wird seiner Meinung nach unmittelbar gelernt (One-Trial Learning), Wiederholungen spielen keine Rolle, sie festigen lediglich das Gelernte durch Herausbilden von Gewohnheiten. Für das Lernen ist nach Guthrie einzig das zeitliche Zusammentreffen von Reiz und Reaktion, das als Kontiguität bezeichnet wird, von Bedeutung.
Bis 1966 war Kontiguität fundamentales Prinzip des klassischen Konditionierens. Rescorla und Garcia legten nahe, dass räumliche oder zeitliche Nähe zweier Ereignisse alleine nicht ausreichen um als Grundlage für die Ausbildung von Assoziationen (CR) zu dienen. Vielmehr werden nur solche Reize zum Auslöser einer konditionierten Reaktion, die auch zuverlässig, also mit einer großen Wahrscheinlichkeit, am besten den unkonditionierten Reiz vorhersagen. So wird Übelkeit eher mit Reizen wie Geruch, Geschmack oder Futter assoziiert als mit visuellen oder akustischen Reizen. Es wurde das Konzept der Kontingenz erarbeitet, das zwei Wahrscheinlichkeiten in Beziehung setzt: {\displaystyle P(US|CS)-P(US|keinCS)}
In diesem Zusammenhang steht auch das Konzept der Preparedness („Bereitschaft“), welche vor allem bei der klassischen Konditionierung (Lerntheorie) von Angst eine Rolle spielt. Dieses Konzept wurde von Martin Seligman entwickelt, der postuliert, dass bestimmte Verbindungen von Reizen aufgrund ihrer evolutionären Wichtigkeit für das Überleben (Schlange → Gefahr usw.) schneller und stabiler (löschungsresistenter) gelernt werden können. Aus phylogenetischer Sicht sei es wichtig, auf bestimmte Reize sehr rasch und stabil zu lernen, z. B. Vermeidungsverhalten auszuführen.